# 율리우스 리하르트 페트리
율리우스 리하르트 페트리(독일어: Julius Richard Petri, 1852년 5월 31일 – 1921년 12월 20일)는 독일의 세균학자로 1887년 페트리 접시를 발명하였다.
페트리는 1852년에 독일 바덴에서 태어났다. 1871년부터 1875년까지 카이저 빌헬름 대학에서 군의관이 되기 위한 교육을 받고 1876년에 박사 학위를 취득했다.

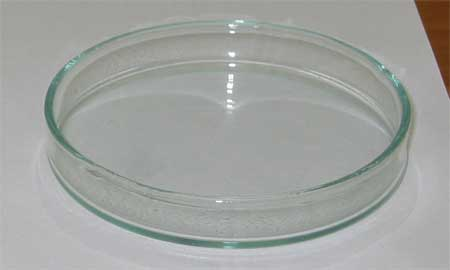
페트리 샬레

1877년부터 1879년까지 로베르트 코흐의 조수로 베를린 국립 위생원 산하의 세균학 연구소에서 연구했다.
여기에서 그는 안젤리나 헤세 조언으로 세균을 배양하기 위해 배지(플레이트)의 배양액을 젤라틴 대신에 우뭇가사리에 추출한 한천을 굳혀 고체 배지(플레이트)와 한 한천 배지를 용기로 얕은 유리 접시를 이용하는 것을 고안했다. 이를 페트리 샬레으로 알려졌다.
페트리는 1921년에 자이츠에서 사망했다.